# Iànov Stan
Iànov Stan (en rus: Янов Стан) és un poble (possiólok) del krai de Krasnoiarsk, a Rússia, que en el cens del 2010 tenia 20 habitants.